# Hemigrammus bleheri
Hemigrammus bleheri är en fiskart som beskrevs av Jacques Géry och Mahnert, 1986. Hemigrammus bleheri ingår i släktet Hemigrammus och familjen Characidae. Inga underarter finns listade i Catalogue of Life.